# حوزه انتخابیه مرودشت، پاسارگاد و ارسنجان
حوزهٔ انتخاباتی مرودشت، پاسارگاد و ارسنجان یکی از حوزه‌های انتخابیه استان فارس برای انتخابات مجلس شورای اسلامی است. این حوزه به مرکزیت مرودشت، دارای ۱ نمایندهٔ در مجلس شورای اسلامی می‌باشد.

## نمایندگان
| نمایندهٔ                | دورهٔ        |
| ---------------------- | ----------- |
| جلیل رشیدی کوچی        | دورهٔ چهارم  |
| حبیب‌الله رشیدی کوچی    | دورهٔ چهارم  |
| حبیب‌الله رشیدی کوچی    | دورهٔ پنجم   |
| حسن شبانپور            | دورهٔ ششم    |
| علی‌اکبر قبادی حمزه‌خانی | دورهٔ هفتم   |
| حسن شبانپور            | دورهٔ هشتم   |
| محمدمهدی برومندی       | دورهٔ نهم    |
| محمدمهدی برومندی       | دورهٔ دهم    |
| جلال رشیدی کوچی        | دورهٔ یازدهم |

## پی‌نوشت و منبع
- «جدول حوزه‌های انتخابیه در انتخابات دهمین دورهٔ مجلس شورای اسلامی» (PDF). مرکز پژوهش و سنجش افکار صدا و سیما. بایگانی‌شده از اصلی (PDF) در ۵ اكتبر ۲۰۱۸. دریافت‌شده در ۱۸ ژوئیه ۲۰۱۶. تاریخ وارد شده در |archive-date= را بررسی کنید (کمک)